# 컨테이너 안전 협정

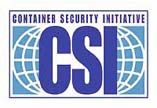

컨테이너 안전 협정(Container Security Initiative, CSI)는 2002년 미국의 국토안보부 아래의 세관 및 국경 보호국(Bureau of Customs and Border Protection, CBP)에서, 미국을 드나들거나 미국과 관련된 컨테이너선의 보호를 위해 만든 협정이다. CBP에서는 이 방안을 "extend [the] zone of security outward so that American borders are the last line of defense, not the first.(번역:미국의 국경이 초최가 아닌 최종 방어선이 되게 하기 위해 보안 구역을 넓히는 것)"으로 규정한다.
CBP에 의하면 테러 단체들이 경제의 기초 설비를 파괴하려고 하기 때문에 국제항이 보호되어야 한다고 한다. "CSI는 세계 주요 항구에 미국 세관원을 상주시켜 불법 물자 적재 여부를 당사국의 세관과 함께 수시로 검색하는 정책이다."